# Le Couronnement, ou le Dernier des Romanov
Le Couronnement, ou le Dernier des Romanov (titre original : Коронация, или Последний из романов) est un roman historique d'espionnage de Boris Akounine publié en 2000 en Russie, mettant en scène l'agent de police secrète de l'Empire russe Eraste Pétrovitch Fandorine.